# Rhododendron hirtolepidotum
Rhododendron hirtolepidotum är en ljungväxtart som beskrevs av J. J. Smith. Rhododendron hirtolepidotum ingår i släktet rododendron, och familjen ljungväxter. Inga underarter finns listade i Catalogue of Life.